# SLAX
SLAX（スラックス）とは、Slackware（Linuxディストリビューションの一つ）をベースとしたチェコ発のLive CDである。Slax 9以降は、Debianをベースにしていたが、Slax 15からSlackwareベースもリリースしている。

## 概要
日本国内では、産業技術総合研究所が日本語化を行っているDebianベースのKNOPPIXが有名だが、SLAXはSlackwareのシンプルで素直な構成という特徴を活かして、シンプルさと軽快さに特徴がある。
KNOPPIXが色々な用途で使用できるように大量のアプリケーションが最初から用意されているため、現在ではCD-ROMに収まらないような巨大なサイズとなっているのに対し、SLAXはデスクトップOSとして必要十分なものにアプリケーションが限定されて用意されており、必要な機能を満たしながらコンパクトになっている。
さらに、多くのソフトウェアはモジュールとして配布されていて、簡単に追加が可能。
従来の1CD Linuxは、CD-ROMドライブの遅さから、遅いという印象を持たれることがあるが、このSLAXは起動時間や反応時間が短いことからCD-ROM起動ということを感じられないほどの軽快さが特徴である。
現在、開発が進められているバージョン6では、ファイルシステムに、以前より使用されていたUnionFSに代わり、Aufs(Another unionFS)が採用されるのに伴い、モジュールファイル周辺に大幅な変更（バージョン5.xで使われていた.moファイルが.lzmファイルに変更された）が加えられ、uselivemod/unuselivemod コマンドも activate/deactivate に変更された。ちなみに、バージョン6は従来のCD用のiso形式に加えてUSBメモリ用のtar形式でも配布されている。
また、現在、開発者のTomas Mは、KDE4.x.xとFluxBox1.x.xをデスクトップに採用したバージョン7に向けて作業しており、バージョン6は、安定したKDE3.5.8.を必要とする人のための、バージョン5とバージョン7の中間、ハイブリッドになる、としている。
Slax5はこれ以降メンテナンスしないと宣言されている。

## 種類
Slax5は公式に4バージョン存在する。
- SLAX Standard Edition 
  - 最もスタンダードなバージョン。
- SLAX KillBill Edition 
  - wineやQemuなどを加え、Windowsのアプリケーションを動かせるようにしたもの。
- SLAX Server Edition 
  - サーバ用のモジュールを加えたもの。
- SLAX Frodo Edition 
  - 他のバージョンの基礎部分。X Window Systemなどは含まれていない。
- SLAX Popcorn Edition 
  - Xfceを採用し、115MBまで縮小したもの。

## 派生版

Slackware 系統樹。1993年から2012年まで。

### Slax派生
※Slax派生版一覧に掲載されたもの
| 配布版  | 説明                      |
| ------- | ------------------------- |
| Porteus | 300MB以下。SLAXから派生。 |

## 関連ディストリビューション
- AliXe - フランス語版。ソフトウェアの変更やアップデートがされている。
- Arudius - 情報保証や脆弱性評価のためのソフトを含んでいる。サイズはわずか210MBで、システム全てをRAM上で処理できる。
- De-ICE.net - 侵入テストのターゲットとなるように設計されている。
- GoblinX - デスクトップユーザー向け。カスタマイズされたKDEやXfceやEnlightment等のWMをウリにしている。
- Ophcrack - Windows NTのパスワードのクラック用。バージョン3.3.0以降はSLAXではなく、Slitazベース[3]。
- SimpleSlax - 98MBに圧縮したSlax。Slax5.1.8をベースとしていて、最小限の、もしくは古いハードウェア向け。
- SLAMPP - ホームサーバとして使えるようにアレンジされている。
- Whax - 情報保証や侵入テストのためのツールを含んでいる。なお、後継のBackTrackの最新版はSLAXではない。